# 擦過傷
擦過傷（さっかしょう）とは創傷の一種で、擦りむいてできた傷、いわゆる擦り傷のこと。切れているのではなく、皮膚浅層（真皮まで）が剥がれただけの状態。

## 概要
傷は鋭的で真皮までに限局することが多く、組織欠損はない。この場合、創面には皮膚付属器が残存しているため、創傷治癒は速やかに行われる。

## 手当て
傷口は原則として消毒するのではなく、生理食塩水や水道水で洗浄するのがよい。洗浄の目的は異物・付着した血液・壊死組織の除去が目的である。また、傷口は湿潤状態に保った方が、傷口は速やかに上皮細胞に覆われ、跡が目立ちにくく、湿潤療法が広がっている。ただし、感染創の場合や傷口が大きかったり深かったりする場合、判断に迷う場合は、医師に相談することが必要である。